# Строкова Віра Сергіївна
Віра Сергіївна Строкова (нар.. 10 вересня 1985, Москва, РРФСР, СРСР) — російська актриса театру та кіно.
Внесена до «чистилища» бази «Миротворець».

## Життєпис
Віра Строкова народилася 10 вересня 1985 року в Москві.
У дитинстві Віра не думала про кар'єру актриси. Її прабабуся була оперною співачкою, але акторів у родині не було. Дід був журналістом і онука збиралася вибрати цю професію, готувалася вступати на журфак. У шкільні роки відвідувала театральну школу в Гнєздніковському провулку, любила читати вірші.
У 2002 році Віра Строкова закінчила середню загальноосвітню школу і спробувала вступити до театрального вишу, але, зазнавши невдачі, влаштувалася працювати кухарем до піцерії, а також роздавала на вулицях різні рекламні листівки.
Друга спроба у 2003 році виявилася успішною — Віра вступила на акторський факультет Театрального інституту імені Бориса Щукіна (художній керівник курсу — Павло Євгенович Любімцев), який закінчила у 2007 році.
Під час навчання Строкової на третьому курсі театрального інституту, у навчальній постановці «Рудольфіо» за твором Миколи Распутіна її побачив режисер Павло Сафонов і запросив на роль Соні Мармеладової у виставі «Сни Родіона Раскольникова» антрепризной компанії «Театральне товариство 814», очолюваної Олегом Меньшиковим. Ця роль стала для актриси дебютом на театральній сцені. В цьому ж 2006 році Віра Строкова почала грати у виставах Театру імені Моссовєта.
У 2007 році, відразу після закінчення інституту, була прийнята до трупи Театру імені Моссовєта, тоді ж вступила до стажерської групи Московського театру «Майстерня Петра Фоменка».
У 2009 році отримала головну роль (Аліса) у виставі «Аліса в Задзеркаллі» за мотивами казок «Аліса у Дивокраї» та «Аліса в Задзеркаллі» Льюїса Керрола режисера Івана Поповські, прем'єра якого відбулася 19 червня 2010 року на сцені Московського театру «Майстерня Петра Фоменка». З початком репетицій, через неможливість поєднувати роботу в двох театрах, актрисі довелося покинути Театр імені Моссовєта.
З 2010 року Віра Строкова працює у складі трупи Московського театру «Майстерня Петра Фоменка».
У кіно Віра Строкова потрапила також прямо з інституту, коли режисер Сергій Урсуляк подивився запис навчальних робіт і без проб взяв її на роль молодої дружини розвідника Ісаєва свого серіалу «Ісаєв», який вийшов на екрани у 2009 році.
У 2011 році актриса виконала свою першу головну кінороль (Віра) у музичної кінокомедії «Шапіто-шоу» режисера Сергія Лобана.

## Творчість

### Театральні роботи

#### «Театральне товариство 814» (Москва)
- 2006 — «Сни Родіона Раскольникова» за мотивами роману «Злочин і покарання» Федора Достоєвського (режисер — Павло Сафонов) — Софія (Соня) Семенівна Мармеладова, донька Семена Захаровича Мармеладова, титулярного радника

#### Театр імені Моссовета
- «Чоловік, дружина і коханець» — Надійка
- 2006 — «Мораль пані Дульської» за однойменною сатиричною комедією польського драматурга Габріелі Запольської (режисер-постановник — Павло Хомський) — Меля Дульська, донька пані і пана Дульських[10]
- «Заручені» — Лючія

#### Московський театр «Майстерня Петра Фоменка»
- 2007 (по теперішній час) — «Війна та мир Початок роману» за романом «Війна і мир» Льва Толстого (постановка — Петро Фоменко; прем'єра — 7 лютого 2001 року) — Елен Курагіна / Наташа Ростова
- 2009 (на даний час) — «Казка Арденського лісу», музичний спектакль за мотивами п'єси Вільяма Шекспіра «Як вам це сподобається» (автор і композитор — Юлій Кім, постановка — Петро Фоменко; прем'єра — 5 січня 2009 року) — Феба, пастушка
- 2009 (на даний час) — «Улісс» за однойменним романом Джеймса Джойса (постановка та інсценізація — Євген Каменькович, режисер — Віра Камишнікова; прем'єра — 1 лютого 2009 року) — Марта / Діллі Дедал / Крихітка / Герті Макдауелл / Зоя
- 2010 (по теперішній час) — «Рудий», музичний спектакль на вірші Бориса Рудого і музику Сергія Нікітіна (керівник постановки — Євген Каменькович, режисер — Юрій Буторін; прем'єра — 19 березня 2010 року) — провідниця / дехто Н. / ангел / дружина
- 2010 (по теперішній час) — «Аліса в Задзеркаллі» за мотивами казок «Алісау Дивокраї» та «Аліса в Задзеркаллі» Льюїса Керрола (режисер — Іван Поповські; прем'єра — 19 червня 2010 року) — Аліса[9]
- 2012 (по теперішній час) — «Театральний роман» («Записки небіжчика») за однойменним романом Михайла Булгакова (автори вистави — Петро Фоменко, Кирило Пирогов; прем'єра — 10 квітня 2012 року) — друга розлучена дружина / Маргарита Петрівна Таврійська / Вешнякова / дама, яка втратила сумочку / Міссі
- 2012 (по теперішній час) — «Дар» за однойменним романом Володимира Набокова (постановка та інсценізація — Євген Каменькович; прем'єра — 11 вересня 2012 року) — Олександра Яківна Чернишевська, сестра літератора Олександра
- 2014 (по теперішній час) — «Фантазії Фарятьєва» за однойменною п'єсою Алли Соколової (режисер — Віра Камишнікова; прем'єра — 1 лютого 2014 року) — Люба
- 2014 (по теперішній час) — «Руслан і Людмила» за однойменною поемою-казкою Олександра Пушкіна (керівник постановки — Євген Каменькович, режисура та інсценізація — Михайло Крилов; прем'єра — 15 березня 2014 року) — діва чарівного замку
- 2015 (по теперішній час) — «Школа дружин» за однойменною п'єсою Мольєра (режисер — Михайло Крилов; прем'єра — 22 грудня 2015 року) — Агнеса, вихованка Арнольфа
- 2016 (по теперішній час) — «Мамаша Кураж» за п'єсою «Матінка Кураж та її діти» Бертольта Брехта (постановка — Кирило Витоптов; прем'єра — 18 травня 2016 року) — Катрін Гаупт, німа донька Анни Фірлінг, на прізвисько «Матінка Кураж»

### Фільмографія
1. 2004 — Самара-містечко — епізод
2. 2009 — Ісаєв (фільм «Пароль не потрібен») — Сашенька Гавриліна, журналістка, поетеса, молода дружина розвідника Ісаєва[3][4]
3. 2009 — Росія 88 — Юля, сестра Олександра («Штика»)
4. 2011 — Шапіто-шоу — Віра (головна роль)
5. 2011 — Одкровення (серія № 14 «Парк») — Агата-Агата, дівчина зіткнулася на велосипеді з Олегом Листоком у парку
6. 2012 — Одкровення. Реванш (всі серії) — Єва, борець за справедливість, месник-одинак (головна роль)
7. 2013 — Ялинки 3 — Віка, засновниця гурту «Бумеранг добра»
8. 2013 — Звичка розлучатися — Марія
9. 2014 — Ялинки 1914 — дівчина-доброволець
10. 2014 — Пошуки доказів — Віра, колишня дружина Артема Сергєєва, невістка генерала поліції
11. 2015 — Мисливець за головами — Тася, напарниця Сані
12. 2015 — Погляд з минулого — Марта Євгенівна Романова, молодий слідчий прокуратури, лейтенант поліції, донька судді Євгена Павловича Романова (головна роль)
13. 2015 — Леді зникають опівночі — Софія Петрівна Кузнецова (Соня, «Патісон»), фахівець з реклами (головна роль)
14. 2016 — Наречена з Москви — Альона Забєліна, вчителька фізкультури, донька Ангеліни (головна роль)

## Громадська позиція
Віра Строкова свідомо порушила державний кордон України з метою проникнення до окупованого Росією Криму. Вона брала участь у незаконній гастрольній діяльності територією окупованого Росією Криму. Зокрема, 28 травня 2016 року перебувала у місті Севастополь, беручи участь у спектаклі «Школа дружин» на сцені Драматичного театру Чорноморського флоту імені Б. А. Лавреньова.